# Legis actio per pignoris capionem
Die legis actio per pignoris capionem war eine Legisaktion aus Zeit des altrömischen und vorklassischen römischen Rechts. Die Klage diente der Vollstreckung durch Beschlagnahme einer Sache durch Pfandergreifung (pignoris capio). Ursprünglich wurde das Vollstreckungsverfahren für Wehrsoldleistungen (aes militare, stipendium) aus dem bestehenden Militärverhältnis gewährt, kam dann aber grundsätzlich zur Anwendung, wenn sakrale oder öffentliche Forderungen gegen Dritte durch Pfandsicherung durchgesetzt werden mussten. 
Die rechtlichen Ursprünge des Verfahrens basierten teils auf dem Zwölftafelgesetz, teils auf älteren pontifikalen Bestimmungen. Sie leiteten sich aus dem mos maiorum her und beruhten auf hergebrachtem, sakralem Gewohnheitsrecht.
Im Übrigen wurden Vollstreckungsverfahren in der Frühzeit mittels der legis actio per manus iniectionem verfolgt.

## Ermächtigungsgrundlage und Verfahren
Eine normierte Spezialermächtigung für den Zugriff aus Pfändung gab es nicht. Die Forschung geht davon aus, dass sie möglicherweise durch die Generalklausel der legis actio sacramento (in personam), die eine Inbesitznahme des Gegenstands als anschließende Rechtsfolge deklarierte, gedeckt war. Der eigentliche Vollzug der Pfändung durch Ergreifen der Sache (pignoris capio), erfolgte nicht im zweiteiligen Prozess, denn ein Prätor für das Verfahren in iure war nicht involviert. Die Beschlagnahme der Sache fand an deren Aufbewahrungsort statt und durfte an den Tagen (dies nefasti) erfolgen, an denen sonst magistratische Rechtshandlungen ausgeschlossen waren. Ansprüche konnten aus sakral- wie öffentlich-rechtlichen Lebenssachverhalten resultieren. 
Die Pfändung der Sache wurde nach einer begründenden Spruchformel mit einer vorausgehenden Handauflegung oder einer Geste in der Gegenwart von Zeugen vorgenommen. Die Anwesenheit des von der Maßnahme Betroffenen vor Ort war zur Durchführung der Vollstreckung keine zwingende Voraussetzung. Ein Widerspruch des Adressaten gegen die Pfändung hatte keine aufschiebende Auswirkung. Die gepfändeten Sachen fielen nach dem Verstreichen einer Auslösungsfrist in das Eigentum des Pfandnehmers. In der spätrepublikanischen Zeit und mit Aufkommen des Formularprozesses, wurde die legis actio per pignoris capionem obsolet und nicht mehr angewandt.

## Quelle
Gaius, Institutiones 4, 26-29.